# Rosenholms slott
Rosenholms slott är ett slott beläget utanför Hornslet i Syddjurs kommun cirka 25 kilometer nordost om Århus. 

## Historia
Slottet var först en bondgård och kallades då för Holm. Den första kända ägaren av bondgården hette Anders Peetz. År 1516 tog Århus stift över marken och biskopen tog över marken och bodde där. Efter reformationen tjugo år senare fick kungen marken. Holm förblev en bondgård ända till 1559, då Fredrik II av Danmark sålde gården till Jørgen Ottesen Rosenkrantz (1523-1607).Han skulle komma att bli den som började bygga slottet, och just detta började han med samma år. Rosenholm skulle senare komma att byggas ut i flera omgångar. 

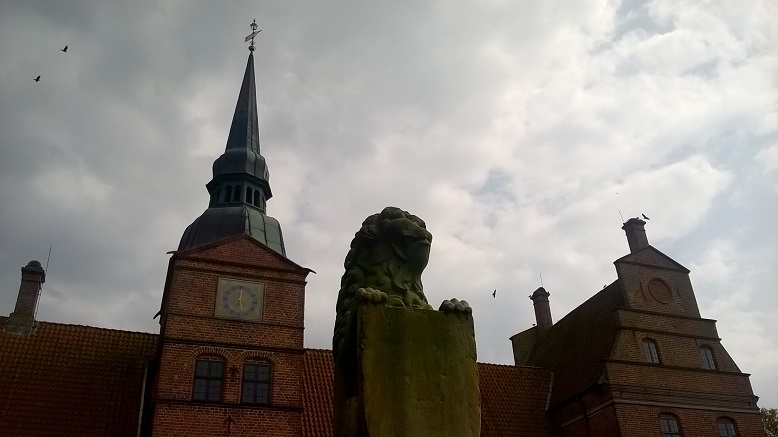
Rosenholms slott.

År 1610 ska bygget ha stått klart,  och det var ungefär vid den här tidpunkten som Rosenkrantz son, Holger Rosenkrantz (1574–1642) inrättade en privat kyrka i slottet. Förutom det inrättade han även en skola på slottet där både hans egna och andra adelsfamiljers barn kunde undervisas. Under sin levnadstid samlade han en stor boksamling på slottet, som skingrades på grund av 1600-talets krig och flera bokauktioner.
Holger Rosenkrantz barnbarn, Iver Rosenkrantz, rustade upp och moderniserade slottet rejält. Han hade, liksom många andra i släkten, en hög post i regeringen, eftersom han var både stats-och utrikesminister. Han ändrade exempelvis inredningen till barockstil och hängde upp porträtt på olika släkten och kungafamiljen i korridorerna.

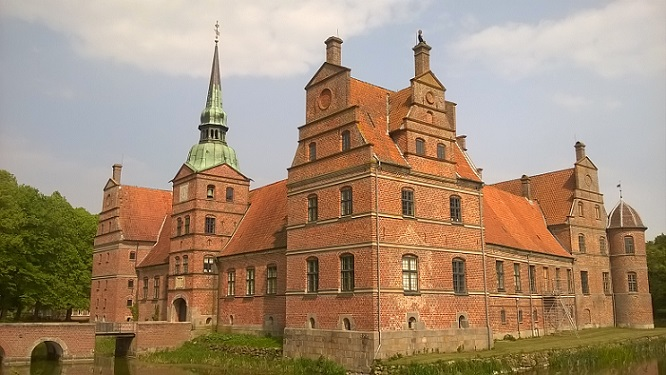

Iver dog 1745 och slottet togs då över av hans son, Frederik Christian Rosenkrantz, som faktiskt inte alls var intresserad av slottet. Därför stod det öde från 1749 fram till hans död 1802. Eftersom Frederik inte hade några barn vid hans död övertogs slottet av en ganska avlägsen släkting. Eftersom slottet då såg förfallet och gammalt ut, fanns planer på att riva hela slottet. Men år 1831 började länsbaron Hans Henrik Rosenkrantz att restaurera hela anläggningen. År 1879 gick huset vidare till den då endast nioårige Hans Rosenkrantz, som, även han, gjorde stora förbättringar på slottet men som senare endast använde det som sommarställe.
Under 1900-talet blev Rosenholm ett av de första slotten som öppnade portarna för turism i Danmark och år 1986 blev det känt i hela Danmark när Danmarks julkalender i TV Jul på Slottet spelades in på Rosenholm. 
Rosenholm är i dag känt för sin julmarknad.